# Калихати
Калихати (бенг. কালিহাতি, англ. Kalihati) — город в центральной части Бангладеш, административный центр одноимённого подокруга. Площадь города равна 2,39 км². По данным переписи 2001 года, в городе проживало 29 823 человека, из которых мужчины составляли 50,26 %, женщины — соответственно 49,74 %. Плотность населения равнялась 12 478 чел. на 1 км². Уровень грамотности населения составлял 26,9 % (при среднем по Бангладеш показателе 43,1 %).